# Nestorellus meyricki
Nestorellus meyricki is een vlinder uit de familie van de dominomotten (Autostichidae). De wetenschappelijke naam van de soort is voor het eerst geldig gepubliceerd in 1930 door Gerasimov.